# Калицовы
Калицовы или Калицевы (дигор. Хъæлицтæ, ирон. Хъæлыцтæ) — осетинская (дигорская) фамилия.

## Происхождение рода
Некогда у Албега Албакова жившего в Куртатинском ущелье родились трое сыновей Гури (Горо), Калиц и Созур. Однажды в результате конфликта с соседями, Созура убил мужчина из рода Хаматовых. Калиц же в это время находился в походе, и когда он узнал о случившемся то в гневе убил кровника и его четверых сыновей. После совершения кровной мести, он со своей женой Таболон и двумя детьми направился в Дигорское ущелье. Здесь они обосновались в селении Задалеск, таким образом от Калица и его сына Гизо пошла дигорская фамилия Калицовых.

## Генеалогия
Родственными фамилиями (осет. æрвадæлтæ) Калицевых являются — Андреевы, Гамаоновы, Гуриевы, Текоевы, Цагаевы.
Генетическая генеалогия
OSE-519 — Калицев — J2-M172(xM12,M47,M67) (DYS438=7)
OSE-016 — Калицев — Q-M242 > Q1a2b (L940+, DYS426=11)

## Известные представители
- Ахсарбек Дзамболатович Калицев (1935–1972) — осетинский актёр, исполнил роль абрека Урусхана в фильме Осетинская легенда (1965).
- Солтан Гетагазович Калицов (1922–1998) — генерал-майор инженерно-технической службы, кавалер двух орденов Красной Звезды, ордена Трудового Красного Знамени, ордена Дружбы.